# KGHM Polska Miedź
KGHM Polska Miedź ist ein polnischer Bergbaukonzern mit Sitz in der niederschlesischen Stadt Lubin. Das Unternehmen betreibt Kupfer- und Silberbergbau in Polen und ist zudem in Kanada (Kupfer, Nickel, Edelmetalle), den Vereinigten Staaten (Kupfer, Gold, Molybdän) und Chile (Kupfer, Molybdän, Gold) aktiv.:18
Die Aktie des Unternehmens wird an der Warschauer Wertpapierbörse gehandelt und ist in deren Leitindizes WIG 20 und WIG30 enthalten.

## Geschäftsfelder

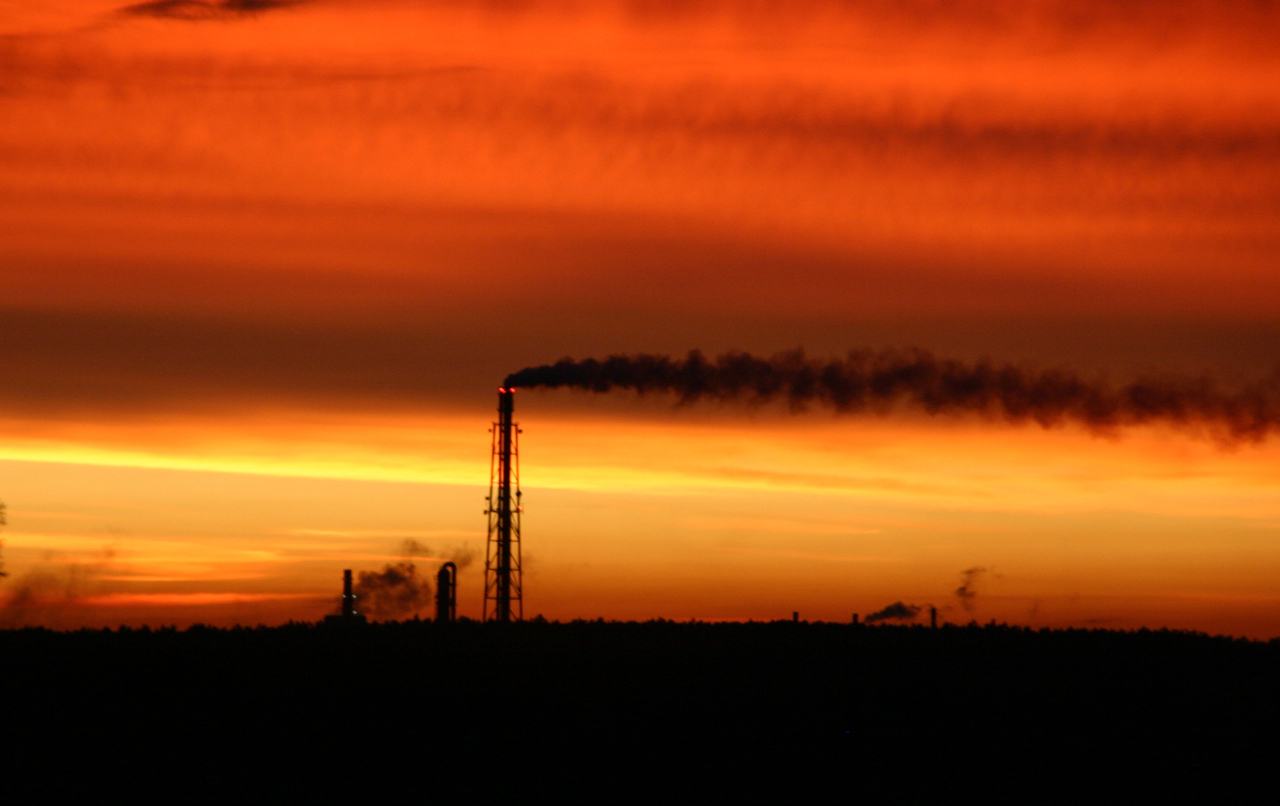
Die Kupferhütte in Legnica

KGHM baut Kupfer (571.000 t im Jahr 2011) und Silber (1260 t im Jahr 2011), aber auch Gold, Blei und Steinsalz ab. Das Unternehmen erzielte 2011 mit 18.615 Mitarbeitern einen Umsatz von 20,1 Mrd. Złoty. Die Erze werden in einer eigenen Kupferhütte in Legnica verhüttet. KGHM ist mit einer Jahresförderung von über 1.200 Tonnen der bedeutendste Silberproduzent der Europäischen Union und liegt an 3. Stelle weltweit. Das Unternehmen ist an 19 Gesellschaften beteiligt; insgesamt gehören 30 Gesellschaften zur Kapitalgruppe.

## Vorstandsvorsitzende
- Krzysztof Skóra (bis 18. Januar 2008)
- Michal Krutin (Februar 2008 bis Juli 2009)
- Herbert Wirth (seit 20. Juli 2009)

## Gewerkschaften
Mit Stand vom 30. Juni 2008 gab es bei KGHM 13 Gewerkschaften mit 43 Betriebsorganisationen, in denen 15.702 Mitarbeiter bzw. 85,47 % der 18.372 Personen zählenden Belegschaft Mitglied sind. Die größten sind:
- Gewerkschaft der Mitarbeiter der Kupferindustrie ZZPPM
- NSZZ „Solidarność“
- NSZZ „S-80“
- Gewerkschaft ZZ Polska Miedź

Getrennt organisiert sind unter anderen auch die Bergleute, die physisch Arbeitenden und die Rettungskräfte im Bergbau.

## KGHM International
Am 6. Dezember 2011 kaufte KGHM für 3,34 Milliarden US-Dollar das kanadische Unternehmen Quadra FNX Mining. Damit wurde das Tochterunternehmen KGHM International gestärkt. KGHM International betreibt derzeit in den USA, Kanada und Chile 5 Bergwerke und beschäftigt rund 2.500 Mitarbeiter. Die Förderung in Nord- und Südamerika gewinnt zunehmend an Bedeutung.

### Robinson
Robinson ist ein seit 1907 existierender Kupfertagebau im US-Staat Nevada. Trotz der über 100-jährigen Geschichte ist es das ergiebigste Kupferbergwerk von KGHM International. Beim Kupferabbau fallen kleinere Mengen Gold und Molybdän als Beiprodukt an. Im Jahr 2011 waren knapp 600 Mitarbeiter auf Robinson beschäftigt, die 43.000 t (95 Millionen Pfund) Kupfer und 933 kg (30.000 Unzen) Gold gewannen.
Das Kupfer-Gold-Gemisch wird mit Lastkraftwagen auf dem Highway 50 nach East Wendover in Utah gebracht und von dort aus weiter mit der Eisenbahn transportiert.

### Carlota
Der Tagebau Carlota liegt im US-Staat Arizona. 2012 wurden 11.340 t (25 Millionen Pfund) Kathodenkupfer gewonnen. Ursprünglich sollte er 2012 geschlossen werden. Die Schließung wurde verschoben und bisher steht noch kein neuer Termin fest, da sie von vielen Faktoren abhängt.

### Franke
Das Bergwerk Franke liegt im Norden Chiles in der Región de Antofagasta (Region II). 2011 förderten 640 Mitarbeiter etwa 14.970 t (33 Millionen Pfund) Kathodenkupfer.

### McCreedy West und Levack
Die Lagerstätte Morrison liegt in Sudbury, Ontario in Kanada. Im Jahr 2002 kaufte KGHM International die Bergwerke Levack und McCreedy West. Durch Erkundungsarbeiten in Levack wurde im Februar 2005 das Morrison-Lager entdeckt. In Levack wurde wieder Kupfer und Nickel gefördert, die Nickelförderung wurde Ende 2009 wieder eingestellt. Es wurde ein Kooperationsabkommen mit dem Schweizer Bergbaukonzern Xstrata geschlossen.
Für die Förderung aus dem Morrison-lager wurde eine Vereinbarung mit Xstrata geschlossen, das KGHM die Nutzung der Infrastruktur des benachbarten Bergwerkes Craig von Xstrata gestattet. Dies erhöht die Wirtschaftlichkeit der eigenen Anlagen für beide Unternehmen und erlaubt die wirtschaftliche Gewinnung von Erzen mit vergleichsweise niedrigem Kupfer- oder Nickelgehalt für KGHM.
In McCreedy West wurden 2002 große Nickel- und Kupfervorkommen sowie kleinere Platin-, Palladium- und Goldvorkommen entdeckt. 2005 wurde mit der Förderung von Kupfer, Nickel und Platin begonnen. Ende 2008 wurde die Förderung von Nickel aus Preisgründen eingestellt.
Ab Ende 2008 wurde daher nur noch Kupfer abgebaut, bis der Abbau 2011 eingestellt wurde, weil der Kupfergehalt der verbleibenden Erzvorräte zu gering war. Im Juli 2011 wurde eine weitere Vereinbarung mit Xstrata geschlossen. Das Kupfererz aus McCreedy West wird nun in der naheliegenden Aufbereitungsanlage Strathcona von Xstrata verarbeitet.

## Aktionärsstruktur
Das Grundkapital der Gesellschaft verteilt sich auf insgesamt 200.000.000 Inhaberaktien der Serie A zu einem Nennwert von je 10,00 PLN.
| Anteilseigner             | Anzahl gehaltener Aktien | Anteil am Grundkapital | Stimmrechtsanteil |
| ------------------------- | ------------------------ | ---------------------- | ----------------- |
| Polnischer Staat          | 63.589.900               | 31,79 %                | 31,79 %           |
| Nationale-Nederlanden OFE | 10.104.354               | 5,05 %                 | 5,05 %            |
| Aviva OFE                 | 10.039.684               | 5,02 %                 | 5,02 %            |
| Streubesitz               | 116.266.062              | 58,14 %                | 58,14 %           |

## Pol-Miedź Trans

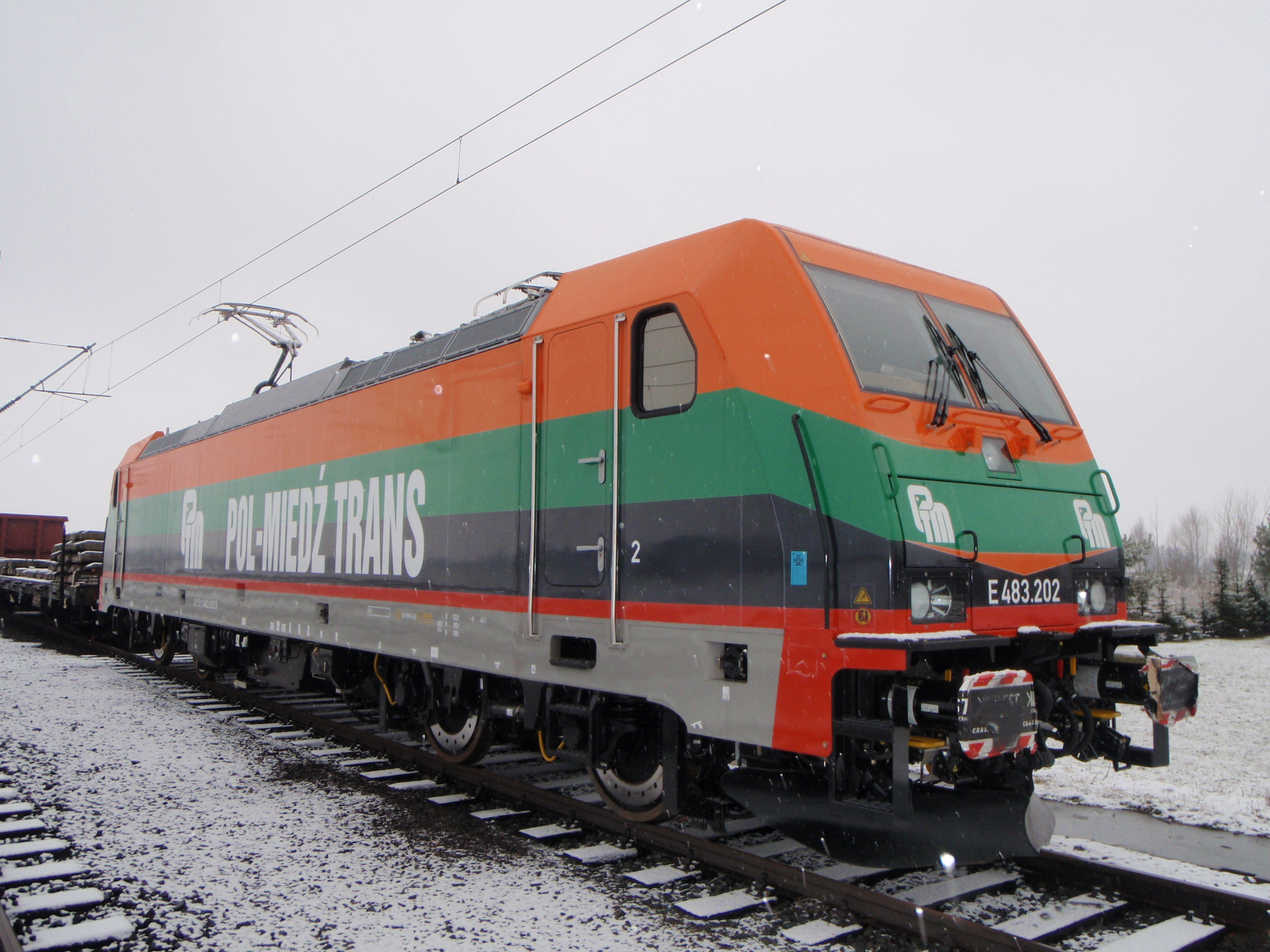
Eine Lokomotive der Baureihe E 483.

Im Jahr 1968 wurde bei KGHM ein Transportbetrieb ins Leben gerufen. Dieser wurde 1997 als Pol-Miedź Trans Spółka z o.o ausgegründet. Das heutige  Eisenbahnverkehrsunternehmen bietet KGHM und Dritten Schienengüterverkehrs- und andere Dienstleistungen an. Der Marktanteil am polnischen Schienengüterverkehr liegt unter 2 % (gemessen an der Transportleistung).

## Sonstiges
KGHM ist seit der Gründung des Fußballclubs Zagłębie Lubin dessen Hauptsponsor. In den Anfängen arbeiteten sogar Fußballspieler des Vereins in den Kupferminen. Bis heute sind der Verein und die Anhängerschaft Lubins eng mit KGHM verbunden.